# Volodymyr Vakulenko
Volodymyr Volodymyrovyč Vakulenko (in ucraino Володимир Володимирович Вакуленко?; Kapytolivka, 1º luglio 1972 – Charkiv, tra il 24 marzo e il 12 maggio 2022) è stato un poeta e scrittore per bambini ucraino, wikipediano e attivista coinvolto nel volontariato. È stato ucciso nel 2022 durante l'occupazione russa della regione di Charkiv, in Ucraina..
Autore di tredici libri, è stato vincitore del Premio letterario internazionale Oles Ul'janenko e del concorso Les' Martovyč. Nella Wikipedia ucraina è stato autore di oltre 4.000 contributi e ideatore di un centinaio di articoli.

## Biografia

### Origini e carriera
Volodymyr Vakulenko nacque il 1º luglio 1972 nel villaggio di Kapytolivka, distretto di Izjum, regione di Charkiv. Studiò dal 1979 al 1987 al liceo di Kapytolivka e dal 1987 al 1989 alla scuola secondaria Červonyj Oskil a Izjum per diventare pasticcere. Venne assunto nel 1990 come cuoco. Dal gennaio 1991 all'agosto 1992 fu militare nell'esercito sovietico. Sposato e divorziato, aveva due figli dal primo e dal secondo matrimonio: Vladyslav e Vitalij.
Nel 2009 diventò corrispondente per la rivista Mystec'ki hrani. È apparso in varie antologie, almanacchi e riviste e alcune delle sue opere sono state tradotte in tataro di Crimea, bielorusso, tedesco, inglese, esperanto e russo.
Il quotidiano Le Monde pubblicò una sua lunga biografia nel gennaio 2023.

### Rapimento e omicidio
Il 22 marzo 2022, Vakulenko e suo figlio autistico di 13 anni, Vitalij, furono arrestati dagli occupanti russi a Kapytolivka, un villaggio ucraino vicino alla città di Izjum. In quei giorni Izjum e i villaggi circostanti erano stati sotto occupazione russa per diversi giorni (Battaglia di Izjum), con gli invasori russi che saccheggiavano case private e negozi, rubavano automobili e commettevano crimini di guerra contro la popolazione civile. Vakulenko credeva che le sue opinioni filo-ucraine lo avrebbero reso un bersaglio degli invasori russi. La sua casa era piena di libri in lingua ucraina, comprese le sue copie, che sarebbero bastati a destare i sospetti degli occupanti russi.
Lo stesso giorno Vakulenko e suo figlio furono riportati nel cottage che condividevano con il padre dello scrittore. Vakulenko disse ai suoi genitori che era stato portato in un "dipartimento speciale" allestito nel villaggio, dove era stato picchiato all'inguine. La sua famiglia era preoccupata per le sue condizioni fisiche poiché era diventato molto magro durante le settimane successive all'invasione russa. C'era poco da mangiare a parte le patate del loro orto e alcuni cibi in scatola che i familiari avevano comprato a Izjum prima dell'arrivo dei carri armati russi.
Il 24 marzo 2022 Vakulenko fu nuovamente prelevato dagli invasori russi. Un furgone dipinto con il simbolo militare Z si fermò davanti a casa sua e un soldato russo con una pistola spinse Vakulenko a salire nel furgone. Vakulenko fu ucciso durante la successiva prigionia, con due proiettili di una pistola semiautomatica Makarov. Il suo cadavere venne ritrovato il 12 maggio in una fossa comune fuori Izjum ; riesumato una settimana dopo la liberazione, fu in un primo tempo identificato erroneamente nonostante la documentazione del cimitero riportasse correttamente il suo cognome ma successivamente venne identificato formalmente grazie a un campione di DNA. Vakulenko fu seppellito nel dicembre 2022 a Charkiv.
Dopo la sua morte e la liberazione di Charkiv, il suo "diario di guerra", che egli aveva sepolto nel suo cortile, fu recuperato dalla scrittrice Viktorija Amelina e dato alle stampe.
Vakulenko lasciò i genitori e i suoi figli, Vladyslav e Vitalij. Nel 2023 gli assassini di Vakulenko furono identificati come Vladyslav Neskorod'jev (comandante) e S. Udodenko (esecutore testamentario) in servizio nelle forze armate della Repubblica popolare di Lugansk.

## Premi e riconoscimenti
- Ordine al merito, 3ª classe (22 gennaio 2024, postumo)[12]
- Il 22 maggio 2023, l'Associazione internazionale degli editori ha assegnato postumo a Vakulenko il Premio Speciale Prix Voltaire 2023.[13][14]